# Црна Драга
45°30′ пн. ш. 15°51′ сх. д. / 45.50° пн. ш. 15.85° сх. д.
Црна Драга (хорв. Crna Draga) — населений пункт у Хорватії, в Карловацькій жупанії у складі громади Ласиня.

## Населення
Населення за даними перепису 2011 року становило 136 осіб.
Динаміка чисельності населення поселення: